# Achriabhach

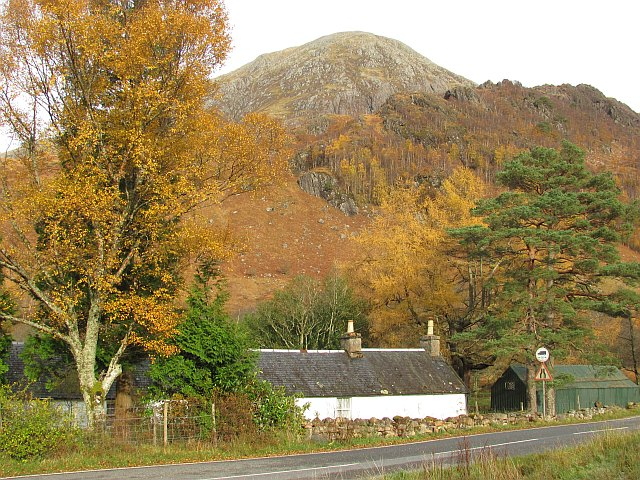
Haus in Achriabhach

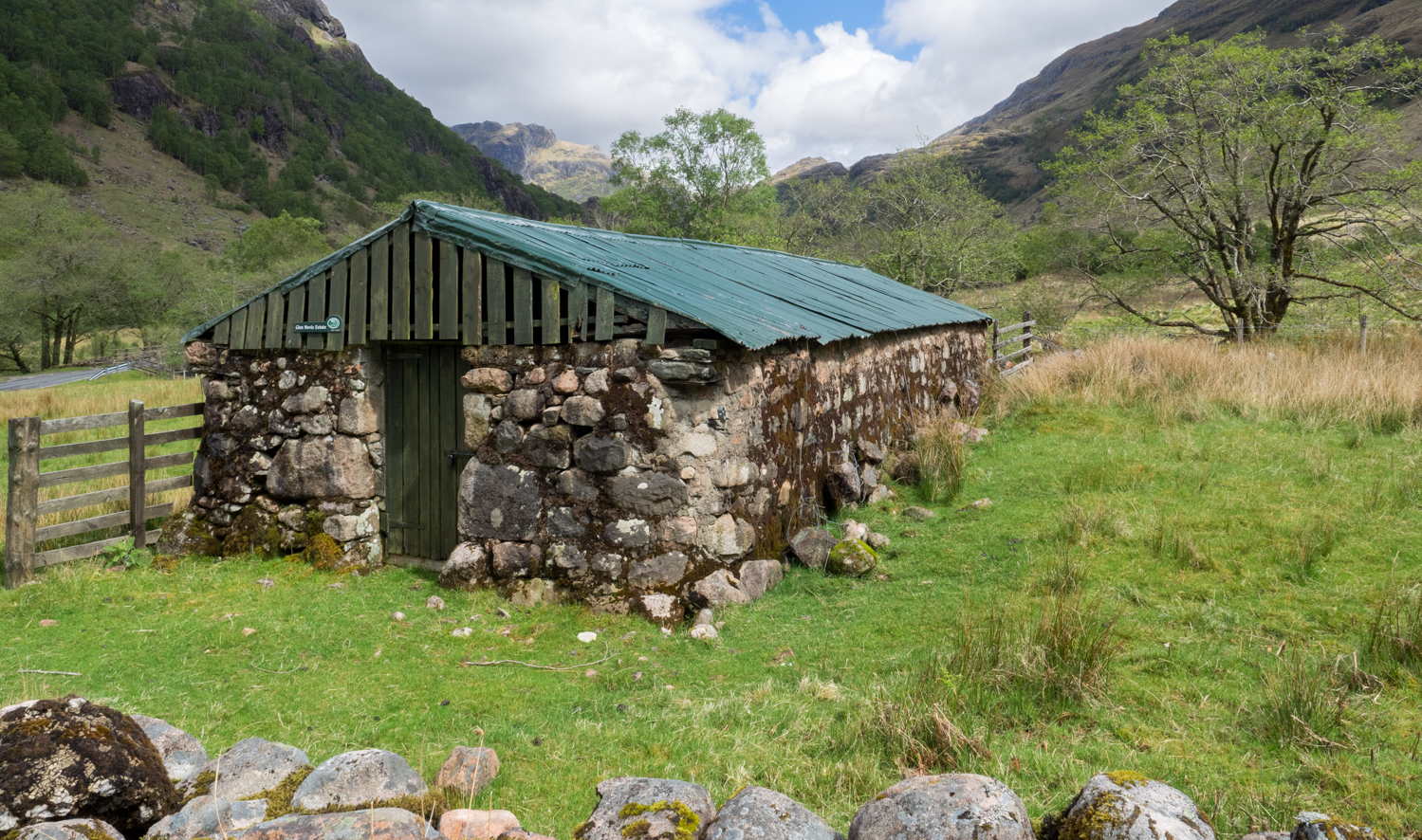
Scheune in Achriabhach

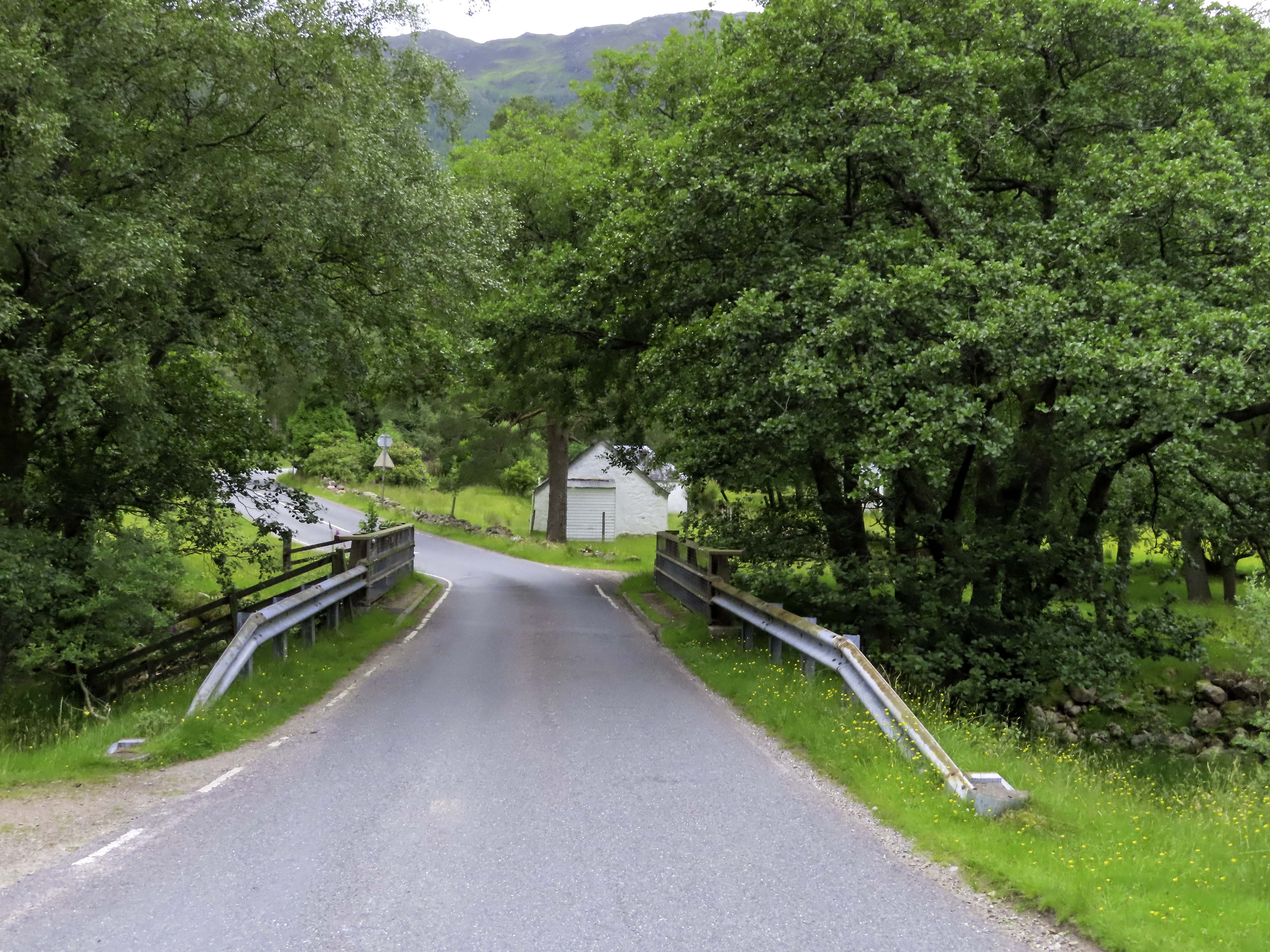
Straße nach Achriabhach

Achriabhach ist eine Ortschaft, die südöstlich von Fort William in der Region Highland im Norden von Schottland liegt. Im Rahmen der historischen Gliederung Schottlands in Civil Parishes zählt es zu Kilmallie, das zu Inverness-shire gehörte.

## Geographie
Achriabhach liegt im Glen Nevis am linken, südlichen Ufer des River Nevis. Der Ort umfasst nur wenige landwirtschaftliche Anwesen und ist ohne größere Bedeutung. Er ist Ausgangspunkt für Bergtouren in die Mamores, eine Berggruppe südlich des Glen Nevis mit insgesamt acht Munros.

## Verkehr
Verkehrstechnisch zu erreichen ist Achriabhach über eine von Fort William nach Südosten führende Nebenstraße, die nach dem Ort den Fluss quert und wenige Kilometer weiter in einem Waldparkplatz am Fuße des Ben Nevis endet.